# Rana Mazumdar
Rana Mazumder es un cantante indio, interpreta temas musicales para el cine Bollywood y Tollywood. Mayormente se dedica como cantante de playback, que ha interpretado temas musicales para películas del cine indio que han sido éxitos de taquilla.

## Filmografía
Esta es la lista de películas en la que se han si éxito de taquilla, gracias a la voz y talento de Rana Mazumder como cantante de playback y que son las siguientes:
- 88 Antop Hill...2003
- Naksha...2006
- Apna Sapna Money Money...2006
- Hattrick...2007
- Jannat...2008
- Billu Barber...2009
- Dil Bole Hadippa...2009
- Ajab Prem Ki Ghazab Kahani...2009
- Once Upon a Time in Mumbaai...2010
- The Dirty Picture...2011
- Romeo...2011[1]
- Help...2010[2]
- Dui Prithibi...2010
- mon je kore uru uru...2010
- Blood Money...2012